# Sveriges ambassad i Bissau
Sveriges ambassad i Bissau var Sveriges diplomatiska beskickning i Guinea-Bissau som var belägen i landets huvudstad Bissau. Beskickningen bestod av en ambassad och ett antal svenskar utsända av Utrikesdepartementet (UD). Ambassaden lades ned 2000.

## Historia
Guniea-Bissau har varit ett av Sveriges programländer för bistånd. Ambassadören var till 1990-talets början sidoackrediterad från Lissabon och har senare varit så från Senegal. Ambassaden upphörde 1998 i samband med inbördeskriget i Guinea-Bissaus utbrott och stängdes två år senare. Samma år upprättades ett konsulat för hela landet i Bissau. Idag ansvarar Sveriges ambassad i Lissabon för kontakterna med Guinea-Bissau.

## Beskickningschefer
| Namn                   | Period    | Funktion          | Ackreditering                                |
| ---------------------- | --------- | ----------------- | -------------------------------------------- |
| Bengt Friedman         | 1974–1976 | Ambassadör        | Sidoackrediterad från ambassaden i Monrovia. |
| Olof Skoglund          | 1976–1977 | Ambassadör        | Sidoackrediterad från ambassaden i Monrovia. |
| –                      | 1977–1978 | Ambassadör        | Vakant.                                      |
| Hans-Olle Olsson       | 1979–1979 | Ambassadör        | Sidoackrediterad från ambassaden i Abidjan.  |
| Sven Fredrik Hedin     | 1980–1986 | Ambassadör        | Sidoackrediterad från ambassaden i Lissabon. |
| Patrik Engellau        | 1975–1979 | Chargé d'affaires |                                              |
| Sven-Åke Svensson      | 1979–1983 | Chargé d'affaires |                                              |
| Ann-Charlotte Ohlstedt | 1983–1988 | Chargé d'affaires |                                              |
| Lennart Rydfors        | 1986–1988 | Ambassadör        | Sidoackrediterad från ambassaden i Lissabon. |
| Göran Hasselmark       | 1989–1994 | Ambassadör        | Sidoackrediterad från ambassaden i Lissabon. |
| Rolf Folkesson         | 1989–1993 | Chargé d'affaires |                                              |
| Nils Olof Malmer       | 1993–1997 | Chargé d'affaires |                                              |
| Carl-Erhard Lindahl    | 1994–1999 | Ambassadör        | Stockholmsplacerad.                          |
| Ulla Andrén            | 1997–1998 | Chargé d’affaires |                                              |
| Bo Wilén               | 2000–2002 | Ambassadör        | Sidoackrediterad från ambassaden i Dakar.    |
| Annika Magnusson       | 2002–2005 | Ambassadör        | Sidoackrediterad från ambassaden i Dakar.    |
| Agneta Bohman          | 2006–2010 | Ambassadör        | Sidoackrediterad från ambassaden i Dakar.    |
| ?                      | 2010–2016 | Ambassadör        |                                              |
| Caroline Fleetwood     | 2016–2017 | Ambassadör        | Sidoackrediterad från ambassaden i Lissabon. |
| Helena Pilsas Ahlin    | 2017–2022 | Ambassadör        | Sidoackrediterad från ambassaden i Lissabon. |
| Elisabeth Eklund       | 2022–     | Ambassadör        | Sidoackrediterad från ambassaden i Lissabon. |